# Tokyo Ghoul: re
Tokyo Ghoul: re (Nhật: 東京喰種(トーキョーグール): re Hepburn: Tōkyō Gūru: re) là phần tiếp theo của bộ manga cùng tên Tokyo Ghoul do họa sĩ truyện tranh Sui Ishida sáng tác. Truyện được phát hành hàng tuần bắt đầu từ số 46 năm 2014 trên tạp chí  Weekly Young Jump , xuất bản vào ngày 16 tháng 10 năm 2014. ngay sau khi bộ truyện gốc kết thúc vào 18, tháng 09, 2014. Nội dung của Tokyo Ghoul: re vẫn xoay quanh cuộc chiến giữa con người (tiêu biểu là CCG) với quỷ ăn thịt (Ghoul - tiêu biểu là Aogiri) nhưng khác với phần trước, cuộc chiến được nhìn nhận dưới con mắt của con người (các thanh tra) thay vì quỷ ăn thịt (ở Anteiku's Coffee) như series đầu. Các chương lẻ được tập hợp và xuất bản thành các tập tankōbon, tập 1 xuất bản vào 19, tháng 12 năm 2014.

## Sơ lược
2 năm sau trận chiến tại quán cà phê Anteiku, quận 20, mọi thứ dường như trở lại quỹ đạo ban đầu. CCG mở 1 dự án nghiên cứu phương thức mới đối phó với quỷ ăn thịt. Quinxces - nhóm thanh tra được CCG lập ra thử nghiệm cấy ghép Kakuhou vào con người như 1 vũ khí sinh học, tạo Kagune để chống lại quỷ ăn thịt thay vì sử dụng Quinque như trước đây. Haise Sasaki (nhân vật chính của series này), thanh tra cấp 1 làm cố vấn của đội Quinx Squad gồm 4 thành viên Kuki Urie (thanh tra cấp 2) và các thanh tra cấp 3: Ginshi Shirazu, Tōru Mutsuki, Saiko Yonebayashi. Phe quỷ ăn thịt cũng bắt đầu hoạt động theo tổ chức thay vì riêng lẻ như trước, đứng đầu kiểm soát là Aogiri. Trận chiến giữa đôi bên vẫn thế mà tiếp diễn.

## Nhân vật
Manga và anime Tokyo Ghoul bao gồm rất nhiều nhân vật giả tưởng được tạo ra bởi mangaka Ishida Sui. Bối cảnh của TG đặt trong một thế giới giả tưởng nơi mà ghoul - loài quỷ chuyên ăn thịt con người và sống bí mật giữa xã hội loài người, che giấu thân phận của mình trước chính phủ. Cốt truyện của TG xoay quanh một sinh viên đại học tên là Kaneki Ken, Ken đã bị biến thành bán ghoul sau một tai nạn. Và giờ giống như các ghoul khác, Ken phải ăn thịt người để tồn tại. Với cuộc sống với của một bán ghoul, Ken phải tranh đấu giữa xã hội của loài ghoul đồng thời phải che giấu thân phận trước những người bạn con người.

## Truyền thông

### Manga
Tokyo Ghoul: re, phần tiếp của Tokyo Ghoul, hiện đang được đăng hàng tuần vào mỗi thứ Năm trên tạp chí Weekly Young Jump và đã xuất bản thành 3 tập tankōbon cho tới 19 tháng 06 năm 2015.
| - 01. Bộ xương (骨 Hone, Bone) - 02. Thủ lĩnh bị quên lãng và Con rắn đáng sợ (委舵と畏蛇 Ida to ida, The Neglected Helm and the Fearful Serpent) - 03. Chuông (鐘 Kane, Bell) - 04. Con cừu và ông chủ, ảo tưởng và thân xác (未と師、視と屍 Mi to shi, mi to shi, Sheep and Master, Vision and Corpse) - 05. Con người cố chấp (執徒 Shitto, Persistent People) - 06. Ván cược tệ cho kẻ chiếm hữu (握人への悪賭 Akuto e no akuto, A Bad Gamble for the Possessed) - 07. Người mù mờ (昧人 Maindo, People in the Dark) - 08. Đại diện (代行者 Daikōsha, Agent) - 09. Đồng cảm (継情 Keijō, Inherited Feelings) |

| - 10. Giới hạn ảo (疑枠 Giwaku, Pseudo-Limit) - 11. Giá trị của đợi chờ (待ち甲斐 Machigai, The Value of Waiting) - 12. Linh hồn héo úa (枯魂 Kodama, Withered Souls) - 13. Ahh, mưa, máu (ああ降ろう、血 Ā Furō, Chi, Ahh, Blood, Rain) - 14. Nhấn giọng (韻に触れる In ni Fureru, Touched by the Rhyme) - 15. Nỗ lực to lớn (更努 Kōdo, Great Effort) - 16. Lẽ phải (右 Migi, Right) - 17. Nổi tiếng (モテ Mote, Popular) - 18. Phà (渡し舟 Watashibune, Ferry) - 19. Bữa tiệc (パーティー Pātī, Party) - 20. Chuyển dịch luân phiên (回転移動 Kaiten Idō, Rotational Movement) |

| - 21. Lựa chọn (選る Yoru, Select) - 22. Khiếm khuyết (謬徒 Byūto, Misrun) - 23. Rượu lê (梨酒 Rishu, Perry) - 24. Bận tâm (撫気 Buke, Caring Feeling) - 25. Mệnh lệnh (令 Rei, Command) - 26. Ah (あ A) - 27. Tiếng lòng (呼居 Koiru, Calling Out To Within) - 28. Tình hình rối ren (場乱す Ba Imasu, Situation in Disorder) - 29. Tìm một tổ ấm (栖求 Sukyū, To Seek a Nest) - 30. Đông cứng (凍る Kōru, Freeze) - 31. Piyyut (ピュート Pyūto) - 32.1. Ngoại truyện: Gã hề (ジョーカー Jōkā, Joker) |

Các chương chưa thành tankōbon
Các chương này vẫn chưa được xuất bản trong tập tankōbon mà mới chỉ đăng trên tạp chí.
- 31.5 ngoại truyện: Việc chính (主と Shu to?, With the Lord)
- 32. Ăn và chạy (喰い足る Kuitaru?, Eat and Run)
- 33. Ôm ấp những cuốn sách (抱く書 Idakusho?, Embracing Books)
- 34. Dáng đẹp (良い形 Yoi Katachi?, Great Shape)
- 35. Phụ thuộc (依存 Izon?, Dependence)
- 36. Đột ngột (ふと Futo?, Suddenly)
- 37. Bí mật thân xác (屍秘 Shipi?, Corpse's Secret)
- 38. M đích thực (あるM Aru emu?, A Certain M)
- 39. Ẩn sâu (深浅 Shinsen?, Depth)

Ngày phát hành mỗi chương theo ngày ra mắt từ Trang web tạp chí Weekly Young Jump.
==Đón nhận== được mọi người ủng hộ rất nhiệt tình